# Alfredo und Angelo Castiglioni
Alfredo Castiglioni (* 18. März 1937 in Busto Arsizio; † 14. Februar 2016 in Gallarate) und sein Zwillingsbruder Angelo Castiglioni (* 18. März 1937 in Busto Arsizio; † 17. Februar 2022 in Gallarate) waren italienische Dokumentarfilmer und Autoren.

## Leben
Die Zwillinge studierten Wirtschaftswissenschaften an der Università Cattolica in Mailand ab und bereisten ab 1957 den afrikanischen Kontinent, wobei sie zahlreiche Dokumentarfilme und Fotoreportagen fertigten. Ihr Spezialgebiet waren dabei archäologische Stätten, die sie auch in etlichen Büchern und Berichten beschrieben. Seit Ende der 1960er Jahre gelangten einige ihrer Filme, meist in Form der Mondo-Filme geschnitten, auch in die Kinos.
Mehrfach wurden die Brüder ausgezeichnet. Auch im neuen Jahrtausend waren die Castiglionis als Archäologen tätig und erregten 2009 Aufsehen, als sie in der Sahara Gebeine entdeckten, in denen sie eine Armee des persischen Königs Kambyses II. zu sehen glauben.
Alfredo Castiglioni starb am 14. Februar 2016 nach seiner Rückkehr aus Eritrea mit 78 Jahren an einem Herzinfarkt.
Angelo Castiglioni starb am 17. Februar 2022 im Alter von 84 Jahren in Gallarate.

## Bücher (Auswahl)
- 1977: Adams schwarze Kinder. Zürich 1977, ISBN 3726361944

## Filmografie (Auswahl)
- 1969: Grausames Afrika (Africa segreta)
- 1971: Africa ama
- 1974: Magia Nuda
- 1978: Cannibale brutalo (Addio ultimo uomo)
- 1982: Faces of Pain – Gesichter des Schreckens (Africa dolce e selvaggia)